# Anticorpo anticitoplasmático de neutrófilo
Anticorpo anticitoplasmático de neutrófilo (da sigla ANCA) é um grupo de anticorpos que agem contra alguns antígenos citoplásmicos monócitos e polimorfonucleares. Há dois tipos, o citoplásmico (c-ANCA) e o perinuclear (p-ANCA). O primeiro está ligado ao anticorpo antiproteinase 3 e ajuda no diagnóstico da granulomatose com poliangiite, ao passo que o segundo está ligado a alguns anticorpos (p. ex. antimieloperoxidase) e ajuda no diagnóstico da granulomatose com poliangiite, vasculite, glomerulonefrite e poliangiite microscópica.

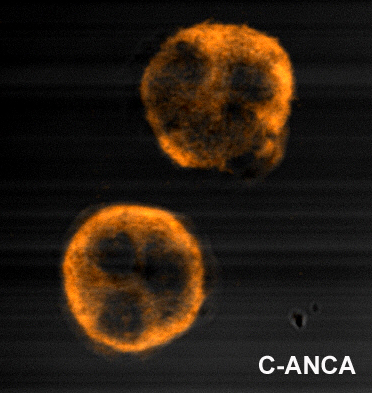
Padrão de coloração granular citoplasmático do c-ANCA
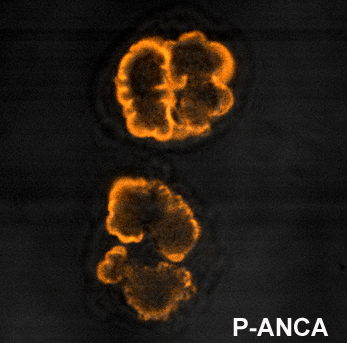
Coloração perinuclear típica do p-ANCA

## Tipos de ANCA
C-ANCA:Caracterizado pela presença de granulações finas com acentuação central característica no citoplasma dos neutrófilos fixados pelo etanol. O antígeno em 90% dos casos é a proteinase 3 (PR3). Este padrão está fortemente associado à granulomatose com poliangiite. Os níveis de ANCA são úteis na monitorização da atividade da doença, sendo positivo em mais de 90% dos indivíduos com granulomatose com poliangiite ativa e em apenas 30% dos pacientes com doença inativa. Apresenta especificidade de 80% a 100%.Raramente é encontrado em indivíduos normais e na ausência de vasculite. Reações falso-positivas podem decorrer da presença de uma proteína na membrana celular, conhecida como fator de permeabilidade bacteriana e raramente na vigência da mieloperoxidase.
P-ANCA: apresenta-se como fluorescência nuclear com acentuação perinuclear. O auto-anticorpo é dirigido contra a mieloperoxidase (MPO). Está relacionado com poliangeíte microscópica, glomerulonefrite crescente (pauci-imune), alveolite hemorrágica e síndrome de Churg-Strauss. Anticorpos contra outras enzimas citoplasmáticas podem produzir uma coloração similar. Padrão perinuclear atípico, chamado P-ANCA atípico ou X-ANCA, é também encontrado em mais de 80% dos pacientes com retocolite ulcerativa, em 70% dos casos de colangite esclerosante, em 10% a 40% dos pacientes com doença de Crohn, além de outras doenças hepatobiliares. Também pode estar presente na endocardite e fibrose cística com infecção bacteriana. O uso de algumas drogas, como a hidralazina, pode aumentar os níveis de MPO, levando a um P-ANCA falso-positivo. A coloração nuclear ou perinuclear dos neutrófilos pode ocorrer na presença de anticorpos para o DNA, histona e outros constituintes nucleares. Este achado pode ser indistingüível do padrão P-ANCA. Para diferenciar os dois padrões é necessária a realização da pesquisa de ANA/HEp2 e ANCA com neutrófilos fixados em formalina. A fixação com formalina previne a redistribuição do antígeno para o espaço perinuclear, levando a uma coloração semelhante ao C-ANCA 